# Шумейко, Николай Максимович
Николай Максимович Шумейко (бел. Мікалай Максімавіч Шумейка; 22 сентября 1942, г. Дубровно, Витебская область, БССР, СССР — 15 июня 2016, Минск, Белоруссия) — белорусский физик-теоретик и организатор науки. Доктор физико-математических наук (1984), профессор (1987). C 1993 по 2015 гг. — директор Научно-исследовательского учреждения «Национальный научно-учебный центр физики частиц и высоких энергий» Белорусского государственного университета.

## Биография
В 1959 году поступил на филологический факультет Белорусского государственного университета. В 1960 году перевёлся на физический факультет БГУ. В 1964 году направлен для продолжения учёбы на физический факультет МГУ, который закончил с красным дипломом в 1966 году. После этого поступил в целевую аспирантуру на кафедру теории атомного ядра МГУ. Служил в Советской армии. В 1970 году окончил аспирантуру и начал работать ассистентом на кафедре теоретической физики БГУ. В 1971 году защитил в ОИЯИ диссертацию на соискание учёной степени кандидата физико-математических наук по теме «Исследование некоторых процессов со слабым и электромагнитным взаимодействиями». С 1971 года по 1974 год работал старшим преподавателем, в 1976 году избран доцентом. С 1976 года по 1978 год на должности старшего научного сотрудника кафедры.
В это время совместно с Д. Ю. Бардиным опубликовал статью в журнале Nuclear Physics B, в которой был изложен ковариантный метод расчёта систематических (радиационных) эффектов в квантовой теории поля, применимый к различным условиям. Этот метод получил название «метод Бардина-Шумейко» (англ. Bardin-Shumeiko approach). В 1984 году в институте физики НАН Беларуси защитил диссертацию на соискание доктора физико-математических наук по теме «Радиационные эффекты в инклюзивных лептон-адронных процессах» (специальность 01.04.02 теоретическая физика). С 1984 года по 1985 год работал на должности профессора кафедры теоретической физики БГУ. Читал курсы лекций по электродинамике, квантовой механике, специальные курсы для студентов, специализирующихся по теоретической физике. В 1986 году стал заместителем директора по научной работе Института ядерных проблем БГУ. Одновременно до 1999 года читал специальные курсы на кафедре теоретической физики. В 2002 году опубликовал совместно с Т. В. Шишкиной курс лекций «Физика элементарных частиц».
С 1992 года по 1997 год был полномочным представителем правительства Республики Беларусь в ОИЯИ. С 1992 года до своей смерти член Ученого совета ОИЯИ. C 1993 года по 2015 год директор созданного им Научно-исследовательского учреждения «Национальный научно-учебный центр физики частиц и высоких энергий» Белорусского государственного университета.
В 2003 году получил Орден Дружбы России. В 2011 году награжден медалью Франциска Скорины. В 2011 году стал лауреатом Премии имени академика Ф. И. Фёдорова за цикл работ «Теоретические и экспериментальные исследования лептон-адронных, адрон-адронных, адрон-ядерных взаимодействий и структуры адронов на установках ГИПЕРОН, ATLAS, CMS, MAMI, JLAB и MAX-LAB» (в составе коллектива совместно с Ю. А. Кульчицким и М. И. Левчуком).
Был заместителем председателя Национального координационного совета по физике элементарных частиц и высоких энергий и сокоординатором Государственной программы фундаментальных исследований «Физика взаимодействий» и межвузовской программу фундаментальных взаимодействий «Микромир и вещество». Занимался вопросами организации совместной работы научных учреждений и заводов Белоруссии с ЦЕРНом, являлся официальным представителем страны в ЦЕРНе и экспериментальной коллаборации CMS.
Был членом научных Советов по защите диссертаций по специальностям «Теоретическая физика», «Ядерная физика», «Физика высоких энергий». Выступил научным руководителем 13 кандидатских диссертаций. Среди них Т. В. Кухто (Шишкина) (1983), С. И. Тимошин (1987), Т. З. Нгуен (1991), А. В. Сороко (1992), Фам Тхань Хай (1993), И. В. Акушевич (1995), П. П. Кужир (1996), Х. Г. Суарес Гонсалес (2001), А. Н. Ильичёв (2002), П. М. Старовойтов (2009), В. В. Макаренко (2013). Выступил в качестве научного консультанта при защите двух докторских диссертаций, С. И. Тимошина (1999) и В. А. Зыкунова (2016).

## Сочинения
Научные работы по ядерной физике, физике элементарных частиц и высоких энергий. Автор и соавтор более 600 статей в научных изданиях.
- Bardin D.Yu., Shumeiko N. M. On an exact calculation of the lowest-order electromagnetic correction to the point particle elastic scattering (англ.) // Nucl. Phys. B. — 1977. — Vol. 127. — P. 242-258.
- Шумейко Н. М., Сороко А. В. Радиационные эффекты в ГНР лептонах на нуклонах в полуинклюзивной постановке эксперимента // Ядерная физика. — 1989. — Т. 48, № 5.
- Akushevich I. V., Shumeiko N. M. Radiative effects in deep inelastic scattering of polarized leptons by polarized light nuclei (англ.) // Journal of Physics G: Nuclear and Particle Physics. — 1994. — Vol. 20, no. 4. — P. 513-531. — ISSN 0954-3899.
- Akushevich I., Ilyichev A., Shumeiko N., Soroko A., Tolkachev A. POLRAD 2.0 FORTRAN code for the radiative corrections calculation to deep inelastic scattering of polarized particles (англ.) // Computer physics communications. — 1997. — Vol. 104, no. 1. — P. 201-244. — doi:10.1016/S0010-4655(97)00062-3. — arXiv:hep-ph/9706516.
- Акушевич И. В., Ильичев А. Н., Шумейко Н. М. О приближенном вычислении радиационных поправок первого и второго порядка к глубоконеупругому рассеянию на поляризованных ядрах // Ядерная физика. — 1998. — Т. 61, № 12. — С. 2268-2278.

## Награды
- Медаль Франциска Скорины (26 октября 2011 года) — за многолетний плодотворный труд, высокий профессионализм, личный вклад в развитие промышленности, авиации, лесного хозяйства, образования, здравоохранения, науки, культуры, спорта, личное мужество, храбрость и самоотверженность, проявленные при ликвидации чрезвычайных ситуаций[22].
- Орден Дружбы (8 июля 2003 года, Россия) — за большой вклад в укрепление международного научно-технического сотрудничества и многолетнюю плодотворную научно-исследовательскую деятельность[23].